# Poetiska Eddan
Den poetiska Eddan är en samling nordiska kväden och verser med gudomliga och mytologiska motiv. Den har också kallats Sämunds edda (Edda Sæmundar) för att skilja den från Snorres Edda, baserat på den felaktiga tron att den skrevs av Sämund Frode.  Dikterna anses huvudsakligen vara tillkomna i västra Norge och på Island under åren 800–1000. 
Alla dikterna har under lång tid återberättats muntligt och ursprungsförfattarna är okända. Dikttypen uppvisar många likheter med forngermansk poesi. Vad gäller motiven är de första dikterna gudadikter, följt av en grupp sagor om hjältar från folkvandringstiden, framför allt Sigurd Fafnesbane.
Solsången är tillkommen i en kristen kulturkrets, antagligen i 1200-talets Norge och Den grönländska sången om Atle är skriven av norrmän boende på Grönland. 
En bevarad handskrift, Codex Regius, med den poetiska eddan från det sena 1200-talet, är nu återförd till Island. Den fanns tidigare på Det Kongelige Bibliotek i Köpenhamn.
Många hedniska grupper och samfund har tagit till sig den äldre Eddan som sin heliga skrift.

## Versmått
Utmärkande för diktningen i den poetiska eddan är allitteration (stavrim), kenningar och omkväden. Många av dikterna är författade på versmåttet fornyrdislag, exempelvis Kvädet om Trym. Fornyrdislag har strofer om åtta rader. I eddan förekommer också ett versmått som kallas ljodahattr (på fornisländska ljóðaháttr), som har sex rader per strof. Versmåttet i Den Höges sång är exempel på ljodahattr.

## Innehållet
Nedan listas dikterna i den poetiska eddan. Dikternas ordning är efter hur de står i handskriften Codex Regius, men ordningen varierar något i olika översättningar. Svenska översättningar finns av bland andra Erik Brate (1913), Åke Ohlmarks (1948 resp. 1954), Björn Collinder (1957) och Lars Lönnroth (2016), se nedan. De svenska titlarna är ur Erik Brates översättning från 1913, men där titlarna hos Ohlmarks och Collinder skiljer sig markant från Brates, är även dessa angivna. Därtill står de isländska titlarna i kursiv stil.

## Gudadikter

### I Codex Regius
- Valans spådom (Spåkvinnans syn (ÅO); Völvans spådom (BC)), isl. Völuspá
- Den Höges sång (Den höges tal (ÅO); Havamål (BC)), isl. Hávamál
- Sången om Vavtrudner (Vaftrudnesmål (BC)), isl. Vafþrúðnismál
- Sången om Grimner (Grimnesmål (BC)), isl. Grímnismál
- Sången om Skirner (Sången om Skirnes färd (ÅO); Skirnesmål (BC)), isl. Skirnismál
- Sången om Harbard, isl. Hárbarðsljóð
- Kvädet om Hymer (Kvädet om Hymner (ÅO)), isl Hymiskviða
- Loketrätan (Trätan med Loke (ÅO)), isl. Lokasenna
- Kvädet om Trym (Sången om Trym (ÅO); Trymskvädet (BC)), isl. Þrymskviða
- Kvädet om Volund (Völundskvädet (BC)), isl. Völundarkviða
- Sången om Allvis (Allvismål (BC)), isl. Alvíssmál

### Ej i Codex Regius
- Balders drömmar, isl. Baldrs draumar
- Rigstula, isl. Rígsþula
- Hyndlas sång, isl. Hyndluljóð
  - Valans spådom den korta, isl. Völuspá in skamma
- Svipdags sång, isl. Svipdagsmál
  - Groas trollsång (Groas galdrar (BC)), isl. Grógaldr
  - Sången om Fjölsvinn (Fjölsvinnsmål (BC)), isl. Fjölsvinnsmál
- Grottesången, isl. Grottasöngr
- Odens korpsång, isl. Hrafnagaldur Óðins

## Hjältedikter
Hjältedikterna rör komplexet med Völsungasagan. I många översättningar förekommer partier från Völsungasagan för att fylla ut luckorna i berättelsen i handskriften Codex Regius.

### I Codex Regius
Dikterna om Helge
- Första kvädet om Helge Hundingsbane, isl. Helgakviða Hundingsbana in fyrri
- Kvädet om Helge Hjorvardsson, isl. Helgakviða Hjörvarðssonar
- Andra kvädet om Helge Hundingsbane, isl. Helgakviða Hundingsbana önnur

Niblungs-cykeln
- Om Sinfjötles död, isl. Frá dauða Sinfjötla
- Gripers spådom, Grípisspá
- Sången om Regin (Reginsmål (BC)), isl. Reginsmál
- Sången om Favner (Fafnesmål (BC)), isl. Fáfnismál
- Sången om Sigdriva, isl. Sigrdrífumál
- Brottstycke av det större kvädet om Sigurd, isl. Brot af Sigurðarkviða
- Första kvädet om Gudrun , isl. Guðrúnarkviða I
- Det korta kvädet om Sigurd (Det korta Sigurdskvädet (ÅO), isl. Sigurðarkviða in skamma
- Brynhilds färd till Hel, isl. Helreið Brynhildar
- Nivlungarnes dråp (Nivlungarnas fall (ÅO)), isl. Dráp Niflunga (förekommer inte i Codex Regius)
- Andra kvädet om Gudrun, isl. Guðrúnarkviða II
- Tredje kvädet om Gudrun, isl. Guðrúnarkviða III
- Oddruns gråt (Oddruns klagan (ÅO)), isl. Oddrúnargrátur
- Kvädet om Atle, isl. Atlakviða
- Den grönländska sången om Atle, isl. Atlamál in grænlensku

Jörmunrekkr-dikterna
- Gudruns eggelse (Gudruns eggelsesång (ÅO)), isl. Gudrúnarhvöt
- Sången om Hamder, isl. Hamðismál

### Ej i Codex Regius
- Hlöds sång, isl. Hlöðskviða (från Hervarar saga)
- Angantyrs uppvaknande (från Hervarar saga)

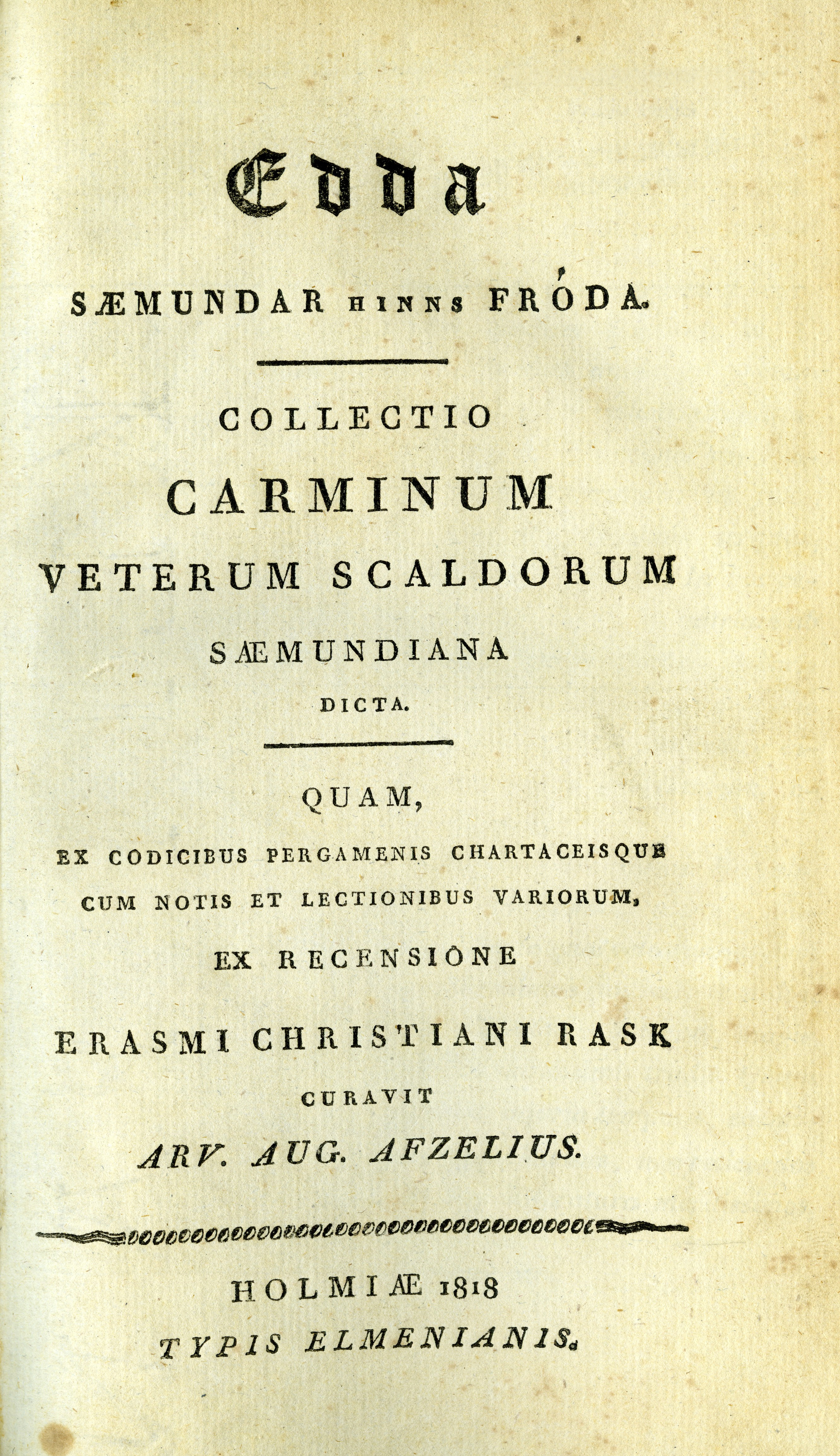
Titelbladet till Edda Sæmundar hinns Fróda utgiven av A.A. Afzelius 1818.

- Solsången, isl. Sólarljóð

## Översättningar
Eddan har översatts till svenska av:
- Arvid August Afzelius, 1818
- Peter August Gödecke, 1877
- Nils Fredrik Sander, 1893
- Edvin Thall, 1912
- Erik Brate, 1913
- Axel Åkerblom, 1920
- Åke Ohlmarks, 1948–56
- Björn Collinder, 1957 (omarbetad version 1964)
- Alexander Bågenholm, 2013 (gudasångerna)
- Lars Lönnroth, 2016.